# Обична папрат
Обична папрат (Dryopteris filix-mas), у народу позната као навала и бујатка, а у ботаници и као мушка папрат (из лат. filix = папрат + лат. mas = мушки) је најчешћа од европских папрати, а настањује и Азију, Африку и Северну и Јужну Америку, те је у ствари космополитска врста. Висока је и до 120-160 cm.

## Морфолошки опис
Вишегодишња биљка која расте из косо растућег, дебелог и снажног ризома.  Ризом у земљи је дуг 20-30 cm, рачва се, покривен је одрвенелим мрким љуспама. Лисна дршка 3-5 пута краћа од лиске, густо покривена линеарним мрким љуспама. Лиска издужено ланцетаста, при врху постаје изразито сужена; са горње стране је тамнозелена, гола, а са доње блеђа и с ретким длакама. Листови бројни, двоструко до троструко перасти, 30-130 cm дуги и 10-30 cm широки, мање или више чврсти, у јесен одумиру. Листићи првог реда на врло краткој дршци, ка врху постепено ушиљени, стоје наизменично, по 20-35 са сваке стране, 4-7 пута су дужи од своје ширине. Листића другог реда по 20 и више пари на најдужим листићима првог реда, са основама окренутим ка осовини лиске, по ободу су тестерасто назубљени, на врху нису ушиљени већ округласти. Соруси се најчешће налазе у горњој половини лиске, на доњој страни листића, у два реда по 5-6 на фертилним листићима другог реда, постављени са обе стране средњег нерва. Споре су бубрежастог облика, с брадавицама или браздама.
Биљка спороноси целог лета, од јула до септембра. Листопадна је, сви листови сасушују након првих мразева.
Ова папрат јако личи на сродну љуспасту папрат (Dryopteris affinis) са којом понекад и хибридизира.

## Варијабилност
На Балкану утврђене су три форме врсте Dryopteris filix-mas: f. filix-max, f.subintegrum и f. deorsolobata.

## Станиште
Навала се најчешће среће у влажним и сеновитим шумама лишћара, посебно у буковим. Расте на хумусном земљишту разних геолошких подлога – на кречњаку, силикату, перидотиту, серпентину и другим стенама. Од брдског појаса пење се све до субалпског.
У Србији расте у подножју свих већих планина, од Фрушке горе до Таре и Старе планине.

### Еколошки индекси
F - 3, R - 3, N - 3, H - 4, D - 4, L - 2, T - 3, K - 3, W - h.

## Употреба у фитофармацији
Навала, односни екстракт у желатинским капсулама, користи се као антихелминтично средство против пантљичаре и у ветеринарској медицини против метиља. Употреба препарата навале је у знатној мери потиснула синтетичка антихелминтична средства, нарочито у хуманој медицини. Услед токсичног деловања долази до поремећаја или оштећења вида, па чак и слепила. Етарски екстракт садржи 24-26% сировог филицина.

### Главни отровни састојци и њихово деловање
Навала садржи у старим листовима и ризомима супстанце које је чине отровном. Ти делови биљке садрже више разних флороглуцинских деривата везаних за бутерну киселину. Најједноставнији од њих је аспидинол, а најактивнији је апидин. Биљка садржи филицинску киселину и филмарон. Екстракт из ове биљке је течност тамнозелене боје, својственог мириса и непријатног укуса. Састоји се из флороглуцинских деривата, масног уља, боја и других састојака. Филмарон је мешавина пречишћених састојака сировог филицина, растворена у масном уљу. Према најновијим истаживањима, филицинска киселина као тример је око десет пута мање активна од аспидина као димерног једињења. Као и код бујадни, тровања навалом дешавају се уколико се нађе у сену за исхрану животиња.

## Употреба у хортикултури
Врло је омиљена и издржљива баштенска биљка. У ту намену створени су многи култивари. На пример култивар 'Cristata' има розету усправних лиски са листићима у облику пера.

## Галерија
- Хабитус биљке
- Хабитус биљке
- Соруси